# Edgars Rinkēvičs
Edgars Rinkēvičs, född 21 september 1973 i Jūrmala, Lettland, är en lettisk politiker och diplomat, som sedan 2023 är Lettlands president. Han var tidigare Lettlands utrikesminister 2011–2023.

## Bakgrund och privatliv
Mellan 1993 och 1994, då han var fortfarande en student, jobbade Rinkēvičs på Latvijas Radio. Efter han blev färdig med sina studier år 1995 började han arbeta på Lettlands offentliga förvaltning och jobbade bl.a. på försvarsministeriet som hjälpte till hans politiska karriär.
År 2014 anmälde Rinkēvičs på Twitter att han är homosexuell. Då han valdes till president, blev han hela EU:s första statschef som hör öppet till HBTQ-minoriteten.

## Politisk karriär
Rinkēvičs inledde sin politiska karriär i slutet av 1990-talet. Han blev först politisk rådgivare till Lettlands premiärminister och senare till den dåvarande utrikesministern. Han har haft flera diplomatiska uppdrag och har varit involverad i Lettlands anslutning till olika internationella organisationer.
Edgars Rinkēvičs har spelat en viktig roll i Lettlands utrikespolitik och har varit aktiv i att stärka Lettlands band med andra länder och internationella organisationer. Han har också varit en förespråkare för Lettlands säkerhet och suveränitet i en geopolitiskt komplex region.
Rinkēvičs valdes till president i maj 2023 då han fick 52 röster i Lettlands parlament efter tre omgångar. Presidents ämbete är mestadels ceremoniellt.

## Utmärkelser
- 1. klass av Terra Mariana-korsets orden (Estland, 2019)[8]
- storkors av Italienska republikens förtjänstorden (Italien, 2019)[9]
- hedersföljeslagare av Nationella förtjänstorden (Malta, 2024)[10]
- storkors av Norska förtjänstorden (Norge, 2015)[11]
- 1. klass av Förtjänstorden (Ukraina, 2022)[12]